# Konstpedagog
En konstpedagog är en person som arbetar med förmedlingen av konst till olika typer av grupper. Det kan vara till barngrupper, skolklasser, vuxenpublik eller andra som kommer och besöker ett museum eller en konsthall. I konstpedagogens arbetsuppgifter kan ingå att hålla i visningar inför en publik, att producera pedagogiskt material och/eller att marknadsföra och kommunicera konstinstitutionens arbete och utställningar utåt.